# Finales NBA 1958
Navigation
Finales 1957 Finales 1959
Les finales NBA 1958 sont la dernière série de matchs de la saison 1957-1958 de la NBA et la conclusion des séries éliminatoires (playoffs) de la saison. Le champion de la division Est, les Celtics de Boston rencontrent  le champion de la division Ouest les Hawks de Saint-Louis.
Les Hawks gagnent cette série de finales par quatre victoires à deux et prennent leur revanche de la dernière série de finales.
Lors de ces finales les Celtics jouent avec six joueurs futurs membres du Hall of Fame : Bob Cousy, Bill Russell, Tom Heinsohn, Bill Sharman, Frank Ramsey et Sam Jones ainsi que l'entraîneur Red Auerbach. Quant aux Hawks ils en ont quatre dans leurs rang : Bob Pettit, Ed Macauley, Slater Martin et Cliff Hagan ainsi que l'entraîneur Alex Hannum.

## Avant les finales

### Celtics de Boston
Lors de la saison régulière les Celtics de Boston ont terminé la saison champion de la division Est avec un bilan de 49 victoires pour 23 défaites (meilleur bilan des 8 équipes de la ligue).
Les Celtics se sont qualifiés en battant en finales de division les Warriors de Philadelphie quatre victoires à une.

### Hawks de Saint-Louis
Lors de la saison régulière les Hawks de Saint-Louis ont terminé la saison champion de la division Ouest avec un bilan de 41 victoires pour 31 défaites.
Les Hawks se sont qualifiés en battant en finales de division les Pistons de Détroit quatre victoires à une.

### Parcours comparés vers les finales NBA
| Champion de division | Qualifié pour les playoffs | Éliminé des playoffs |

| Franchise                | V  | D  | PCT    | R  | Dom   | Ext   | N    | Div   |
| ------------------------ | -- | -- | ------ | -- | ----- | ----- | ---- | ----- |
| Celtics de Boston        | 49 | 23 | 68,1 % | -  | 25-4  | 16-13 | 8-6  | 20-16 |
| Nationals de Syracuse    | 41 | 31 | 56,9 % | 8  | 26-5  | 8-20  | 7-6  | 21-15 |
| Warriors de Philadelphie | 37 | 35 | 51,4 % | 12 | 15-11 | 11-19 | 11-5 | 17-19 |
| Knicks de New York       | 35 | 37 | 48,6 % | 14 | 16-12 | 11-18 | 8-7  | 14-22 |

| Franchise             | V  | D  | PCT    | R  | Dom   | Ext   | N    | Div   |
| --------------------- | -- | -- | ------ | -- | ----- | ----- | ---- | ----- |
| Hawks de Saint-Louis  | 41 | 31 | 56,9 % | -  | 23-8  | 8-19  | 10-4 | 24-12 |
| Pistons de Détroit    | 33 | 39 | 45,8 % | 8  | 14-14 | 13-17 | 6-8  | 18-18 |
| Royals de Cincinnati  | 33 | 39 | 45,8 % | 8  | 17-12 | 10-19 | 6-8  | 17-19 |
| Lakers de Minneapolis | 19 | 53 | 26,4 % | 22 | 10-15 | 4-21  | 5-17 | 13-23 |

## Formule

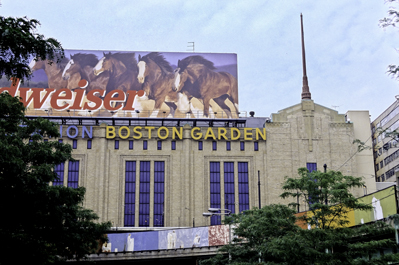
Le Boston Garden

Pour les séries finales la franchise gagnante est la première à remporter quatre victoires, soit un minimum de quatre matchs et un maximum de sept. Les rencontres se déroulent dans l'ordre suivant :
| Match | Recevant       | Match | Recevant       | Match | Recevant        | Match | Recevant        |
| ----- | -------------- | ----- | -------------- | ----- | --------------- | ----- | --------------- |
| 1     | Meilleur bilan | 2     | Meilleur bilan | 3     | Moins bon bilan | 4     | Moins bon bilan |

| Match | Recevant       | Match | Recevant        | Match | Recevant       |
| ----- | -------------- | ----- | --------------- | ----- | -------------- |
| 5     | Meilleur bilan | 6     | Moins bon bilan | 7     | Meilleur bilan |

Les Celtics ont l'avantage du terrain lors de la finale, car ils ont un meilleur bilan en saison régulière (44-28 contre 41-31).

## Les finales

### Match 1
| 29 mars 1958 |                                 | Hawks de Saint-Louis 104, Celtics de Boston 102 | Hawks de Saint-Louis 104, Celtics de Boston 102 | Hawks de Saint-Louis 104, Celtics de Boston 102 |  | Boston Garden, Boston |
| 29 mars 1958 | Saint-Louis mène la série 1 à 0 |                                                 |                                                 |                                                 |  | Boston Garden, Boston |

### Match 2
| 30 mars 1958 |                             | Hawks de Saint-Louis 112, Celtics de Boston 136 | Hawks de Saint-Louis 112, Celtics de Boston 136 | Hawks de Saint-Louis 112, Celtics de Boston 136 |  | Boston Garden, Boston |
| 30 mars 1958 | Égalité dans la série 1 à 1 |                                                 |                                                 |                                                 |  | Boston Garden, Boston |

### Match 3
| 2 avril 1958 |                            | Celtics de Boston 108, Hawks de Saint-Louis 111 | Celtics de Boston 108, Hawks de Saint-Louis 111 | Celtics de Boston 108, Hawks de Saint-Louis 111 |  | Kiel Auditorium, Saint-Louis |
| 2 avril 1958 | Saint-Louis la série 2 à 1 |                                                 |                                                 |                                                 |  | Kiel Auditorium, Saint-Louis |

### Match 4
| 2 avril 1958 |                             | Celtics de Boston 109, Hawks de Saint-Louis 102 | Celtics de Boston 109, Hawks de Saint-Louis 102 | Celtics de Boston 109, Hawks de Saint-Louis 102 |  | Kiel Auditorium, Saint-Louis |
| 2 avril 1958 | Égalité dans la série 2 à 2 |                                                 |                                                 |                                                 |  | Kiel Auditorium, Saint-Louis |

### Match 5
| 9 avril 1958 |                                 | Hawks de Saint-Louis 102, Celtics de Boston 100 | Hawks de Saint-Louis 102, Celtics de Boston 100 | Hawks de Saint-Louis 102, Celtics de Boston 100 |  | Boston Garden, Boston |
| 9 avril 1958 | Saint-Louis mène la série 3 à 2 |                                                 |                                                 |                                                 |  | Boston Garden, Boston |

### Match 6
| 12 avril 1958 |                                  | Celtics de Boston 109, Hawks de Saint-Louis 110 | Celtics de Boston 109, Hawks de Saint-Louis 110 | Celtics de Boston 109, Hawks de Saint-Louis 110 |  | Kiel Auditorium, Saint-Louis |
| 12 avril 1958 | Saint-Louis gagne la série 4 à 2 |                                                 |                                                 |                                                 |  | Kiel Auditorium, Saint-Louis |

## Équipes
| Effectif des Hawks de Saint-Louis - Champion NBA 1957-1958 |
| --- |
| 9 Bob Pettit • 11 Jack Coleman • 12 Walt Davis • 13 Chuck Share • 15 Win Wilfong • 16 Cliff Hagan • 17 Med Park • 20 Ed Macauley • 21 Jack McMahon • 22 Slater Martin Entraîneur : Alex Hannum |

| Effectif des Celtics de Boston - Champions de la Division Est |
| --- |
| 6 Bill Russell • 14 Bob Cousy • 15 Tom Heinsohn • 16 John Richter • 17 Gene Conley • 18 Jim Loscutoff • 20 Gene Guarilia • 21 Bill Sharman • 23 Frank Ramsey • 24 Sam Jones • 25 K.C. Jones Entraîneur : Red Auerbach |